# モスクワ中央径線
モスクワ中央径線（モスクワちゅうおうけいせん、露: Моско́вские центра́льные диа́метры、略称: МЦД / 英: Moscow Central Diameters 略称: MCD[本項で使用]）は、モスクワ鉄道が保有する既存の鉄道インフラ上に構築された、鉄道輸送線システムである。
計画段階では「地上を走る地下鉄«наземным метро»」と報じられたことがあるが、実際は地下鉄ではない。
モスクワとモスクワ州の諸都市: ローブニャ、ドルゴプルドニ、オジンツォヴォ、クラスノゴルスク、ポドリスクを結ぶ。
モスクワ中央径線(MCD)の最初の2線(MCD-1号線とMCD-2号線)は、2019年11月21日に開通した。開通した2線の路線長は132kmで、58の駅がある(新駅の設置は2024年まで続く予定)。MCDの運行は、公開株式会社中央郊外旅客会社が行なう。.

## 路線
MCDの最初の2線は、モスクワ鉄道の既存の線路を用い、2019年11月21日に開業した。それらは現行の通勤交通と組合わされる。
|        | MCD-1号線 ベロルスコ＝サビョロフスキー線 Белорусско-Савёловский | 2019   | —      | 52  | 28 |      |  |
|        | MCD-2号線 クルスコ＝リシュスキー線 Курско-Рижский               | 2019   | 2020   | 80  | 34 |      |  |
|        | MCD-3号線 レニングラツコ＝カザンスキー線 Ленинградско-Казанский | 2023   | -      | 88  | 43 |      |  |
|        | MCD-4号線 キエフスコ＝ゴーリコフスキー線 Киевско-Горьковский    | 2023   | -      | 86  | 38 |      |  |
| 総 計: | 総 計:                                                          | 総 計: | 総 計: | 132 | 58 | 2.36 |  |

### MCD-1号線
MCD-1号線(オジンツォーヴォ駅 - ローブニャ駅間、ベロルスコ＝サビョロフスキー線)は、既存の鉄道路線を基礎に構築され、全長52km、所要時間は1時間28分(通常の郊外通勤列車で1時間10分 - 1時間30分)である。
MCD-1号線には24の駅があり、内8駅はモスクワ地下鉄、モスクワ中央環状線、鉄道のいずれか(または複数の線)との乗換え駅である。

### MCD-2号線
MCD-2号線(ナハービノ駅 - ポドリスク駅間、クルスコ＝リシュスキー線)は、既存の鉄道路線を基礎に構築され、全長80km、所要時間は2時間である。
MCD-2号線には34の駅があり、内11駅はモスクワ地下鉄、モスクワ中央環状線、鉄道のいずれか(または複数の線)との乗換え駅である。

## 予定路線
| № | 名称                                                             | 予定開業年 | 路線長(km) | 駅数 |
| - | ---------------------------------------------------------------- | ---------- | ---------- | ---- |
|   | MCD-5号線 ヤロスラフスコ＝パヴェレツキー線 Ярославско-Павелецкий | 2023—2024  | 75         | 39   |

### MCD-3号線
MCD-3号線(クリューコヴォ駅 - ラーメンスコエ駅間、レニングラツコ＝カザンスキー線)は、既存の鉄道路線を基礎に構築され、全長88kmに43の駅を設け、所要時間1時間40分で結ぶ予定である。

### MCD-4号線
MCD-4号線(ジェレズノドロージュナヤ駅 - アプレーレフカ駅間、キエフスコ＝ゴーリコフスキー線)は、既存の鉄道路線を基礎に構築され、全長86kmに38の駅を設ける予定である。

### MCD-5号線
MCD-5号線(プーシュキノ駅 - ドモジェードヴォ駅間、ヤロスラフスコ＝パヴェレツキー線)は、既存の鉄道路線を基礎に構築され、全長75kmに39の駅を設ける予定である。